# Canal du Bas-Rhône Languedoc
Le canal du Bas-Rhône Languedoc ou canal Philippe-Lamour est un canal d'irrigation amenant l'eau du Rhône vers le sud du département du Gard et l'est du département de l'Hérault depuis les années 1960.
Décidé dans les années 1950, il permet l'aménagement du territoire de cet espace en permettant une diversification agricole, d'assurer sa croissance urbaine et touristique dans le contexte de la Mission interministérielle d'aménagement touristique du littoral du Languedoc-Roussillon (dite mission Racine).
Il porte le nom de Philippe Lamour, « père » de la politique d'aménagement du territoire en France et président de la Compagnie nationale d'aménagement de la région du Bas-Rhône et du Languedoc en 1955.

## Description

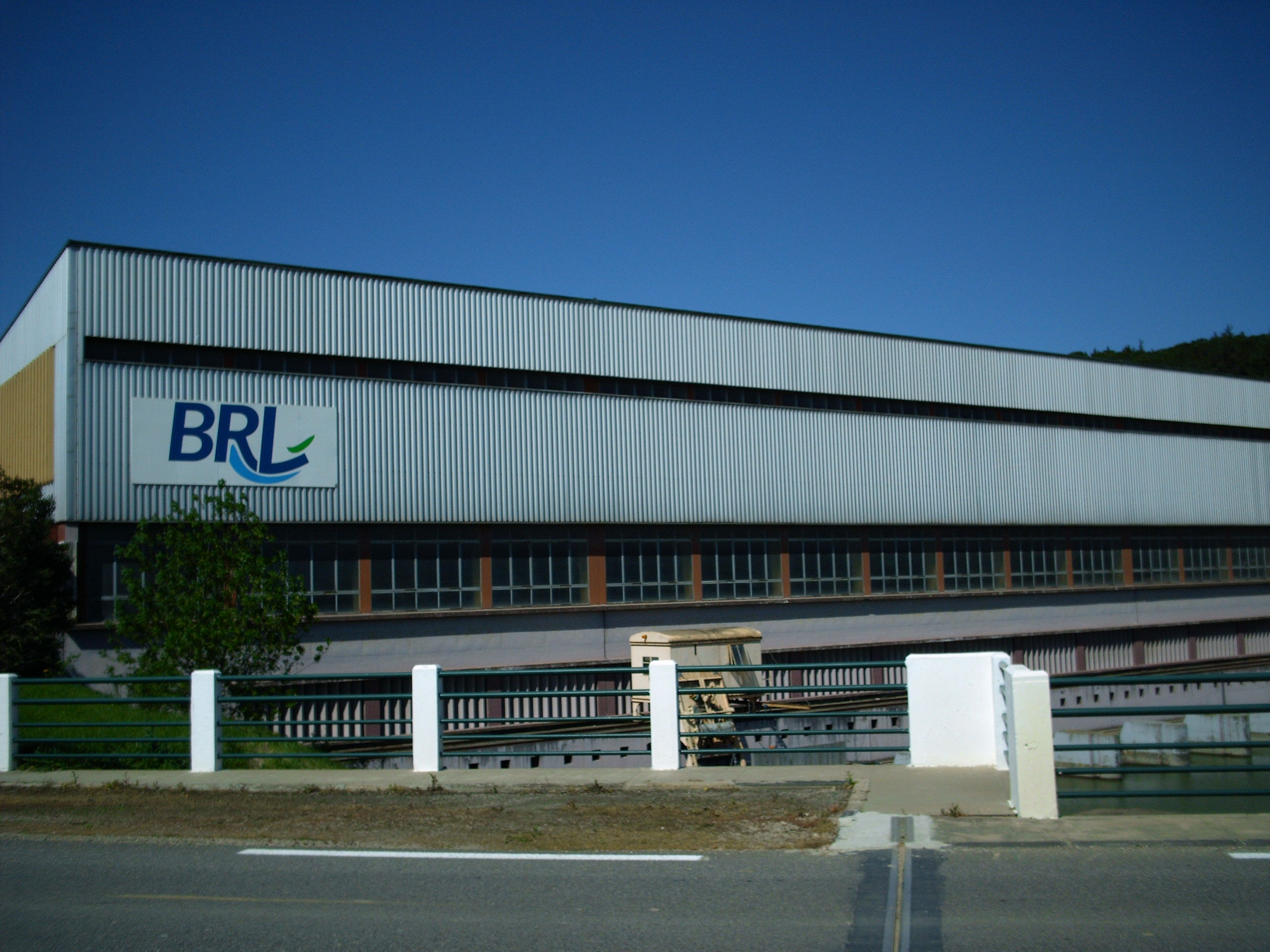
La station de pompage Aristide-Dumont, inaugurée en 1960 par le Général de Gaulle.

Dans le sud du Gard et l'est de l'Hérault, il est une des ressources d'eau distribuée par le groupe BRL, issu de la Compagnie nationale d'aménagement de la région du Bas-Rhône et du Languedoc. Dans les années 1960, il permet l'alimentation des stations touristiques du littoral créées ou dynamisées par la mission Racine et la diversification horticole et maraîchère dans les cantons de Castries, Lunel et Mauguio. Le canal des Costières, bénéficiaire de la même ressource d'eau, a permis cette diversification agricole sur le plateau des Costières, au sud de Nîmes.
Construit dans les années 1950, il bénéficie avec le canal des Costières d'une partie de l'eau prise du Rhône, sur la rive droite en amont d'Arles, entre Beaucaire et Fourques. Le canal Philippe-Lamour commence réellement à la station de pompage Aristide-Dumont, à douze kilomètres du Rhône et à une soixantaine de sa fin, près de la limite entre Mauguio et Montpellier.

## Parcours
L'eau du Rhône est amenée par un canal débutant près de la limite entre Beaucaire et Fourques, sur la rive droite et gardoise du fleuve. Après un parcours assez rectiligne de douze kilomètres, l'eau atteint la station de pompage Aristide-Dumont à l'extrême-sud de la commune de Bellegarde, près de sa limite avec celle de Saint-Gilles.
Le canal Philippe-Lamour se dirige sinueusement vers le sud et passe dans Saint-Gilles en longeant le canal du Rhône à Sète, destiné à la navigation. Dans la ville, il tourne vers l'ouest et traverse la plaine agricole au nord de la Petite Camargue. Au droit du hameau de Gallician, il entame un virage vers le nord pour passer à l'ouest aux portes de Vauvert, puis reprend la direction de l'ouest en passant juste au sud de Codognan et de Gallargues-le-Montueux.
Il passe dans le département de l'Hérault par une conduite sous le Vidourle. Il longe la limite entre les collines et la plaine de Lunel, passant au nord de cette ville, longeant Lunel-Viel par le nord et Valergues par le sud. Dès lors, orienté vers le sud-ouest, il traverse la plaine de Mauguio en passant au nord de Mudaison et de Mauguio. Son parcours s'achève près du domaine melgorien de la Banquière, près de la limite avec Montpellier, à proximité d'une station de pompage.
Le canal Philippe-Lamour est également le point de départ de conduites d'eau et de petits canaux d'irrigation amenant l'eau vers les consommateurs. Par exemple, un canal mi-aérien, mi-souterrain existe entre la station de pompage au nord-ouest de Valergues et des espaces viticoles reconvertis en espace fruitier au sud-est de Saint-Geniès-des-Mourgues et une station de pompage isolée proche des communes du nord collinéen des cantons de Castries et de Lunel.

Carte schématique du réseau BRL au niveau régional

## Projets
Dans les années 1990, le canal est au cœur du projet de transfert d'eau Rhône-Barcelone. L'itinéraire de l'aqueduc débute par une prise d'eau à l'extrémité du canal et s'achève au nord de Barcelone. Néanmoins, le projet, bien engagé en 1997 avec la création de la société devant assurer son exploitation, est mis en sommeil à la fin des années 2000.